# Filippinerne ved sommer-OL 2024
Filippinerne deltog i sommer-OL 2024 i Paris, Frankrig i perioden 26. juli til 11. august 2024.
Atleter for Filippinerne vandt i alt fire medaljer.

## Medaljer
| 2024 Paris   | Guld | Sølv | Bronze | Total |
| Filippinerne | 2    | 0    | 2      | 4     |

### Medaljevinderne
| Filippinerne ved sommer-OL 2024 i Paris | Filippinerne ved sommer-OL 2024 i Paris | Filippinerne ved sommer-OL 2024 i Paris | Filippinerne ved sommer-OL 2024 i Paris | Filippinerne ved sommer-OL 2024 i Paris |
| Medalje                                 | Navn                                    | Sport                                   | Event                                   | Dato                                    |
| --------------------------------------- | --------------------------------------- | --------------------------------------- | --------------------------------------- | --------------------------------------- |
| Guld                                    | Carlos Yulo                             | Gymnastik                               | Mændenes øvelser på gulv                | 3. august                               |
| Guld                                    | Carlos Yulo                             | Gymnastik                               | Mændenes spring over hest               | 4. august                               |
| Bronze                                  | Aira Villegas                           | Boksning                                | Damernes 50 kg                          | 6. august                               |
| Bronze                                  | Nesthy Petecio                          | Boksning                                | Damernes 57 kg                          | 7. august                               |